# Rhytidophyllum grande
Rhytidophyllum grande är en tvåhjärtbladig växtart som först beskrevs av Olof Swartz, och fick sitt nu gällande namn av Carl Friedrich Philipp von Martius. Rhytidophyllum grande ingår i släktet Rhytidophyllum och familjen Gesneriaceae.

## Underarter
Arten delas in i följande underarter:
- R. g. grande
- R. g. laevigatum